# Canal du Karakoum

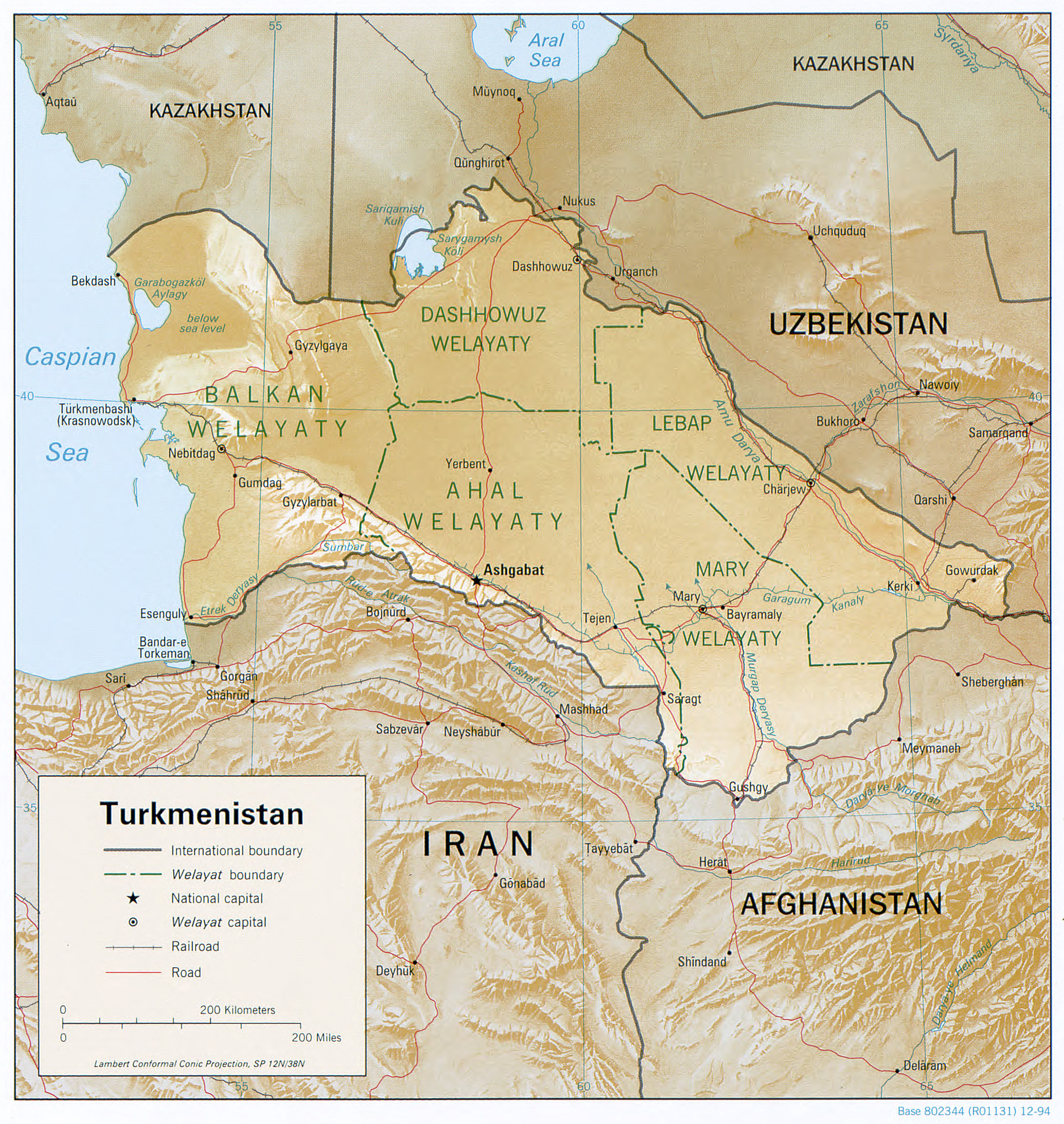
Le canal du Karakoum « Garagum Kanaly », en bleu comportant des tirets, sur une carte du Turkménistan.

Le canal du Karakoum (ou du Kara Koum ou du Garagum, en russe : Каракумский канал ou Karakoumski Kanal, en turkmène : Garagum kanaly, گَرَگوُم كَنَلیٛ, Гарагум каналы) est avec sa longueur de 1 375 km le plus grand canal d'irrigation au monde ; il se trouve au Turkménistan.
La section principale du canal, allant jusqu'à Gökdepe, est commencée en 1954 et terminée en 1967. Des prolongements jusqu'à la mer Caspienne sont réalisées au cours des années 1970 et 1980.

## Histoire
La question de l'approvisionnement en eau du Turkménistan se pose depuis très longtemps. Seuls les rivières Murghab et Hari Rûd arrosent le désert. Le besoin d'un canal est exprimé par les Russes en 1906. Des propositions techniques sont avancées en 1907 et 1915 mais le manque de moyens techniques ne permet pas de les réaliser.
En 1925 le projet de canal est remis en avant lors du congrès des Soviets du Turkestan. En 1927 une expérience menée sur une distance de 100 km montre que le sel et le fond sableux sont rapidement recouverts par le limon présent dans l'eau : l'Amou-Daria contient 4 kg de matières en suspension par mètre cube.
À partir de 1940, des études sont menées sur la construction du canal pour la culture du coton.
La construction du canal est décidée par Staline après la Seconde Guerre mondiale et débute en 1950. Le canal est prévu pour prélever 350 à 400 m3 d'eau par seconde, avec la possibilité de porter ce chiffre à 600 m3/s. Les travaux cessent en 1953 avec la découverte de nappes d'eau souterraine.
La première section du canal est débutée en 1954 et achevée en 1959. Elle va de l'Amou-Daria au delta du Murghab sur une distance de 397 km. La construction se fait en creusant une section « pilote » étroite, puis en laissant l'eau y pénétrer. Ensuite, les travaux consistent à élargir le canal aux dimensions prévues à l'aide de dragage. Cela permet également la communication et le transport par voie maritime ainsi que l'approvisionnement en eau des travailleurs.
La deuxième partie des travaux est le creusement du réservoir de Hanhowuz (en) et de la deuxième section du canal, 138 km jusqu'à la rivière Hari Rûd. La construction a lieu en 1960 et dure sept mois.
La troisième partie des travaux débute en 1961. L'eau arrive à Achgabat en 1962, puis va jusqu'à Gökdepe. Plusieurs réservoirs sont mis en eau.
En 1971 les travaux débutent pour prolonger le canal jusqu'à Kazandji, et cessent en 1981.
En 1992, les travaux pour prolonger le canal jusqu'à Gyzylarbat débutent.

## Description
Il prélève annuellement 11 km3 (onze milliards de mètres cubes) d'eau de l'Amou-Daria (à peu près 350 m3/s) et les transporte au travers du désert du Karakoum au Turkménistan. Son tracé débute près de Mukry, ville turkmène située non loin de la frontière afghane, et maintient une orientation est-ouest tout au long de son parcours. Après avoir baigné la région d'Achgabat, la capitale, il se termine dans le désert aux coordonnées 38°42'58.7"N 54°35'09.4"E, mais le tracé se poursuit jusqu'à ces coordonnées 37°42'34.5"N 54°48'07.7"E proche de la rivière Atrak à la frontière irano-turkmène.
L'Amou-Daria, ou un bras de son delta, s'est d'ailleurs effectivement jeté dans la mer Caspienne à certaines époques de l'histoire mais selon un tracé plus au nord (l'Ouzboï) que le canal.

## Importance économique
Il est navigable sur la plus grande partie de ses 1 375 kilomètres.
Le canal a permis la mise en culture d'importantes superficies de terres desséchées, spécialement pour la culture du coton, dont l'Union soviétique avait grand besoin. Il a aussi fourni toute l'eau nécessaire aux villes importantes de la région, surtout à Achgabat.
Environ 2,5 millions de personnes vivent dans la zone irriguée par le canal.

## Environnement
La construction fort rudimentaire du canal laisse s'échapper en cours de route 28 % de l'eau transportée selon le gouvernement, 60 % selon les scientifiques, créant ainsi des lacs et des étendues d'eau stagnante tout au long du canal, ainsi qu'une montée des eaux souterraines menant à une forte salinisation des sols.
Alors que le canal prélève 12 km3 d'eau par an, selon des scientifiques du Turkménistan, 3 km3 sont perdus chaque année par infiltration. Pour ceux de l'Ouzbékistan c'est 5 à 7 km³.
À proximité du canal, de nombreuses dépressions se sont remplies d'eau infiltrée. Le niveau des nappes phréatiques est remonté de 50 m à 10 m de profondeur à un ou deux kilomètres du canal.
Prélevant près de 20 % du flux moyen de l'Amou-Daria, il en a diminué fortement le débit, ce qui est l'une des causes de l'assèchement de la mer d'Aral.

## Dans la culture
En 1963, l'écrivain Iouri Trifonov consacre à la construction du canal son roman La Soif étanchée, qu’il a dû réécrire trois fois pour satisfaire la censure. Cette œuvre est portée à l'écran par Boulat Mansourov avec le film du même nom en 1966.